# Gienie
Gienie (lit. Geniai) − wieś na Litwie, w rejonie wileńskim, 3 km na wschód od Duksztów, zamieszkana przez 55 ludzi. Przed II wojną światową w Polsce, w powiecie wileńsko-trockim województwa wileńskiego.